# Alphaleberis
Alphaleberis is een geslacht van kreeftachtigen uit de klasse van de Ostracoda (mosselkreeftjes).

## Soort
- Alphaleberis alphathrix Kornicker, 1981